# Tropico 2: Pirate Cove
Tropico 2: Pirate Cove (укр. Тропіко 2: Піратський острів) — відеогра в жанрах стратегія, економічний симулятор та симулятор містобудування розроблений студією Frog City Software і в 2003 році виданий компанією Gathering of Developers. Продовження гри Tropico.

## Ігровий процес
Ігровий процес дуже схожий на Tropico, але зі своєю специфікою. Тут гравець управляє піратським островом. Як піратський король гравець повинен зробити решту піратів щасливими, для цього потрібно більше грабувати і красти. Працівники на острові — полонені, взяті на рейдах, з кораблів які зазнають краху або з країн з якими укладено союз. Полонені є основою економіки, всі споруди та виробництва зроблені їхніми руками. Вони займають більшість робочих місць. Полонений може бути підвищений до пірата. Кваліфіковані полонені зайняті більш кваліфікованою працею, таку роботу звичайний полонений виконати не може. У грі може бути багато цілей, у міру розвитку сценарію, але головна мета така ж як і в оригінальному Tropico — утриматися при владі.
За щастям полонених теж потрібно стежити, інакше вони не будуть ретельно працювати. Але при цьому полонені повинні утримуватися в страху, в іншому випадку вони втечуть з острова. За цим треба стежити, так як деякі втікачі з острова можуть повідомити про піратський острів своєму монарху, а монархи можуть відправити до піратів військові кораблі.
Є також кілька складних сценаріїв, в яких мета — вижити в суворих кліматичних умовах.
Піратська специфіка гри накладає відбиток на економіку. Гра пропонує меншу кількість варіантів розвитку, ніж в оригінальному Tropico. Наприклад, не можна займатися туризмом.